# Museo del Ámbar
El Museo del Ámbar está ubicado en San Cristóbal de las Casas, en Chiapas, donde anteriormente fue convento de La Merced, desde 1536 hasta 1546. Se ubica en lo que fue el primer establecimiento de los mercedarios en América. Durante la segunda mitad del siglo XIX el convento pasó a ser un cuartel militar, y en 1963 se convirtió en cárcel. En 1996 se creó un patronato para la reconstrucción del mismo. 
El Museo del Ámbar fue inaugurado el 4 de diciembre del año 2000 y cuenta aproximadamente entre 300 a 350 piezas; entre ellas destacan las piezas en bruto que han sido ganadoras de diferentes concursos, ya sea por su calidad o rareza. También cuenta con piezas con inclusiones; dentro de la exhibición se pueden observar artículos tales como joyas y objetos de valor artesanal donde expone el talento de la naturaleza y de los artesanos chiapanecos. Este museo es didáctico ya que cuenta con información que ayuda a conocer la historia del ámbar y sus tipos.

## Características del edificio
El edificio cuenta con una modificación en cuanto pasa a ser un Cuartel militar y fue llamado "El Torreón".

## Ubicación
Calle Diego de Mazariegos, en el Ex convento de la Iglesia de la Merced.